# Franz Liharzik
Franz Liharzik (15. dubna 1847 Vídeň – 2. července 1915 Vídeň) byl rakouský železniční odborník a politik, na počátku 20. století poslanec Říšské rady.

## Biografie
Vystudoval práva na Vídeňské univerzitě a na Univerzitě Štýrský Hradec. Roku 1868 získal titul doktora práv. Nastoupil do státní správy, působil na dolnorakouském místodržitelství. Od roku 1875 pracoval na ministerstvu obchodu. V letech 1879–1883 byl generálním tajemníkem Dráhy arcivévody Albrechta. Potom pracoval v státních drahách. Po zřízení ministerstva železnic přešel na tento rezort, kde vedl komerční odbor. Zasloužil se o nastavení přepravních tarifů a podporoval mezinárodní dopravu. Roku 1905 získal titul tajného rady.
Na počátku 20. století se zapojil i do celostátní politiky. V doplňovacích volbách roku 1906 byl zvolen do Říšské rady za kurii obchodních a živnostenských komor, obvod Leoben. Nastoupil 30. ledna 1906 místo Rudolfa Pfaffingera.
Na Říšské radě se roku 1906 uvádí jako člen Německé pokrokové strany.